# Rezerwat przyrody Wyspa Konwaliowa
Rezerwat przyrody Wyspa Konwaliowa – krajobrazowy rezerwat przyrody położony na terenie Przemęckiego Parku Krajobrazowego w gminie Przemęt, powiecie wolsztyńskim (województwo wielkopolskie).
Wyspa, a zarazem rezerwat, ma powierzchnię 24,90 hektara (akt powołujący podawał powierzchnię 20,15 ha). Otoczona jest przez wody Jeziora Radomierskiego, przez które przebiega wodny kajakowy Szlak Konwaliowy.
Drzewostan Wyspy Konwaliowej liczy ponad 100 lat, w jego skład wchodzą dęby, klony, jesiony, olchy i lipy. Rośnie tu także wiele cennych chronionych gatunków roślinnych na przykład lilia złotogłów, kosaciec syberyjski, buławnik czerwony. Nazwa wyspy pochodzi od masowo rosnącej konwalii majowej z pręcikami o różowym zabarwieniu.
Na wyspie występują rzadkie gatunki ptaków: kania czarna i kania ruda, czapla siwa, kilka gatunków dzięciołów, szpaki oraz gołąb siniak.
Wyspa Konwaliowa jest rezerwatem ścisłym i nie ma na nią wstępu.

## Podstawa prawna
- Zarządzenie Ministra Leśnictwa i Przemysłu Drzewnego z dnia 30 października 1957 r. w sprawie uznania za rezerwat przyrody (M. P. z 1957 r. Nr 96, Poz. 560)
- Obwieszczenie Wojewody Wielkopolskiego z dnia 4.10.2001 r. w sprawie ogłoszenia wykazu rezerwatów przyrody utworzonych do dnia 31.12.1998 r.
- Zarządzenie Nr 1/12 Regionalnego Dyrektora Ochrony Środowiska w Poznaniu z dnia 17 kwietnia 2012 r. w sprawie rezerwatu przyrody „Wyspa Konwaliowa” (Dz. Urz. Woj. Wielkopolskiego z 2012 r., poz. 2021)

## Galeria

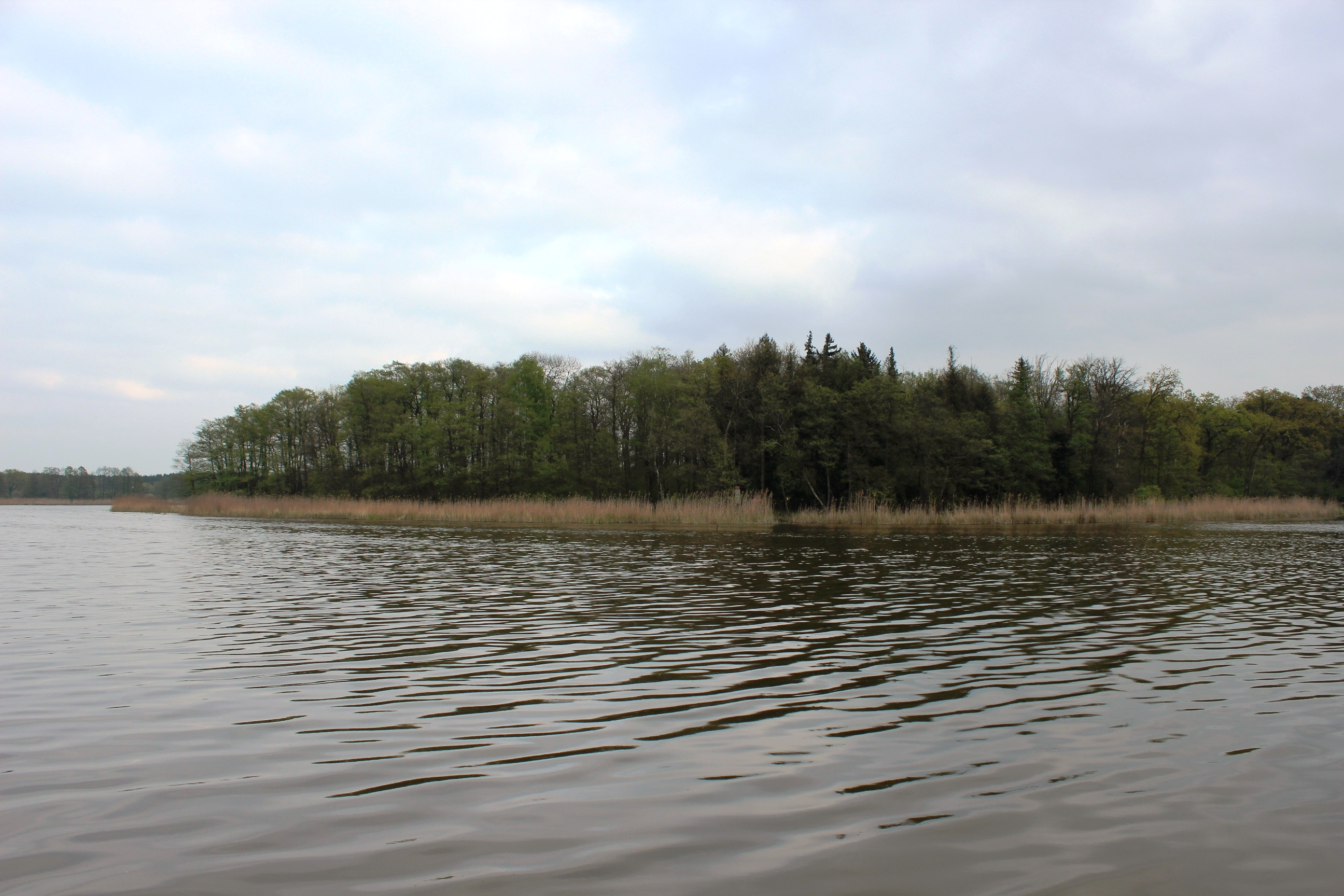
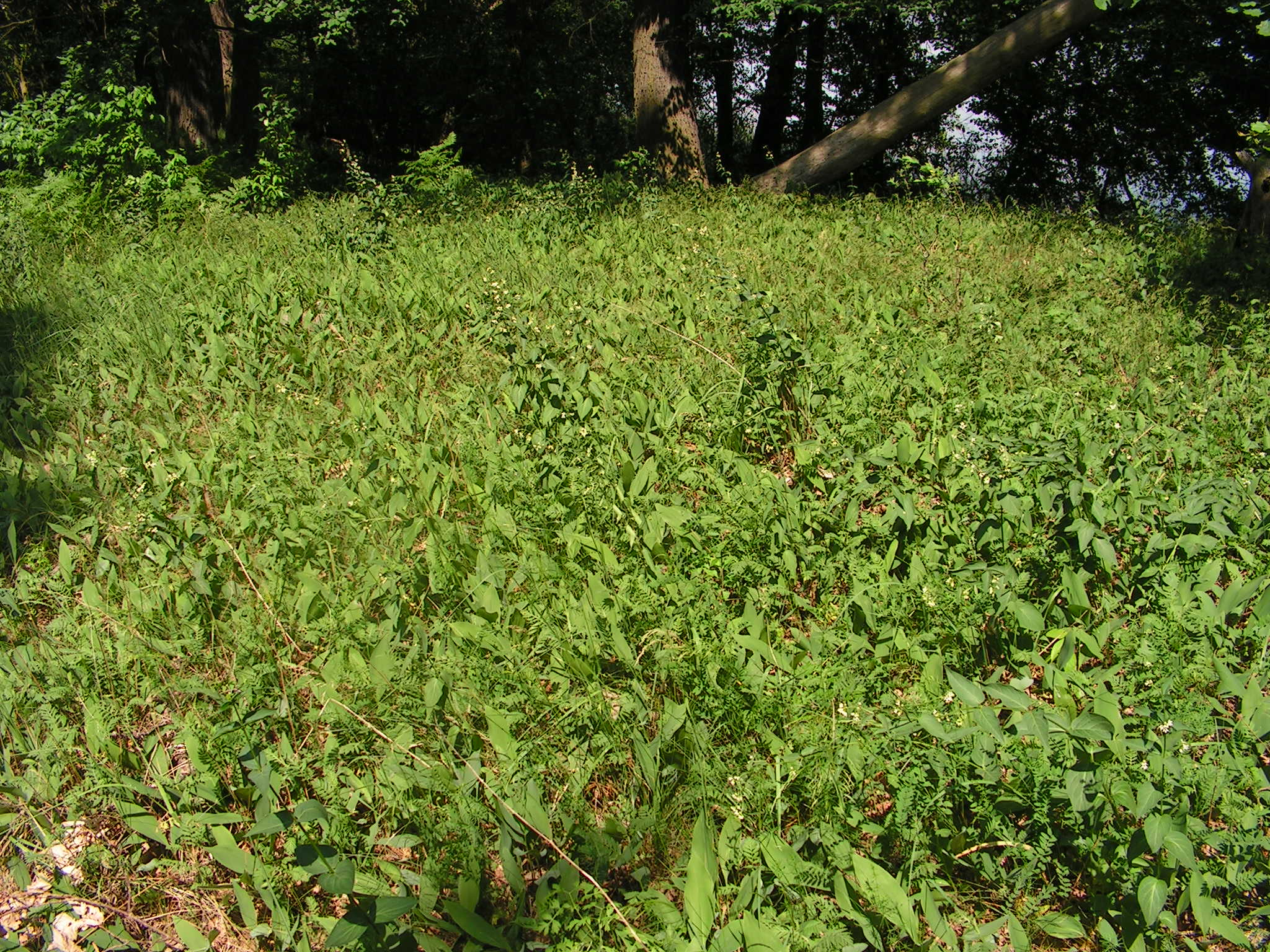
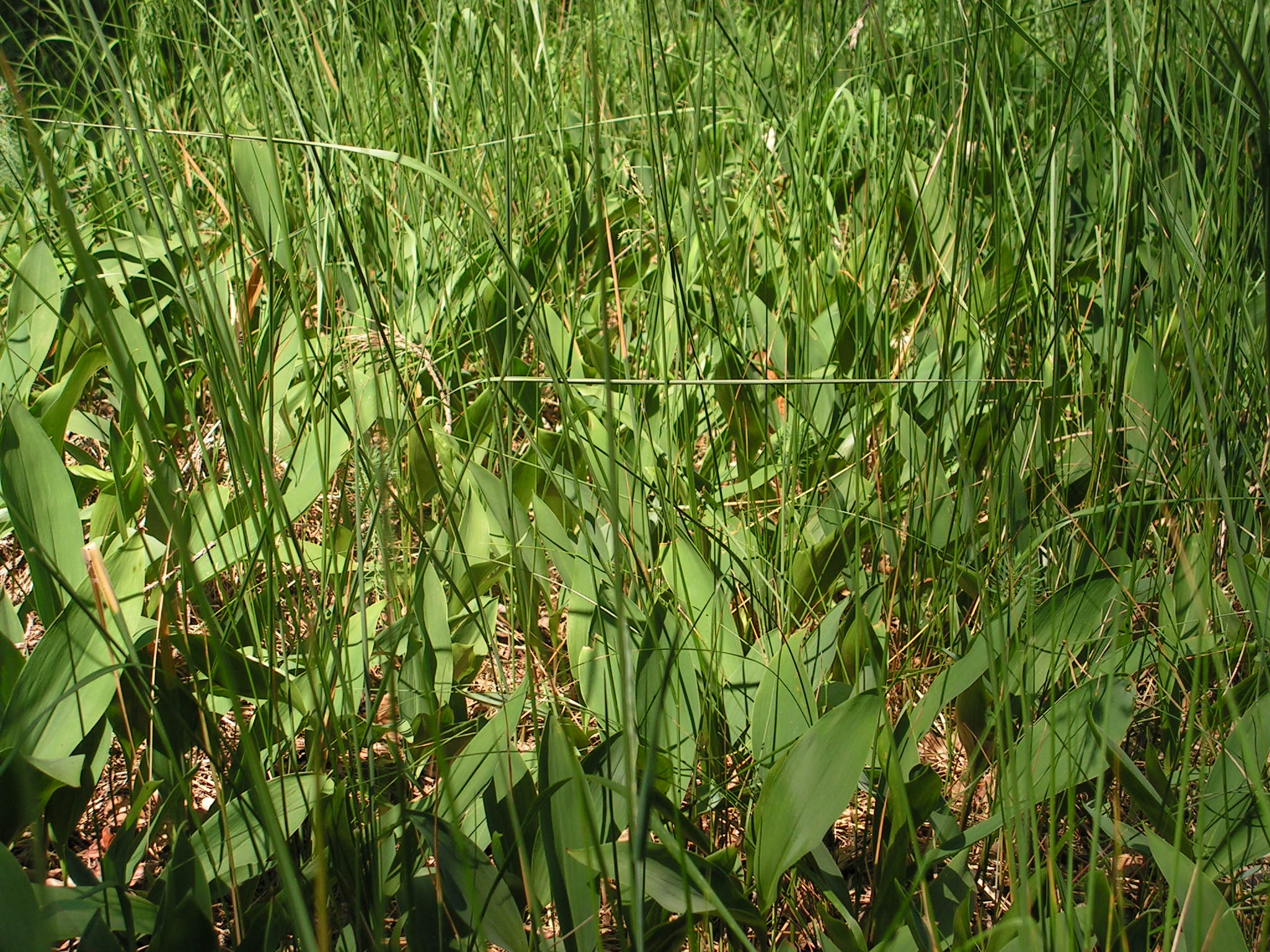
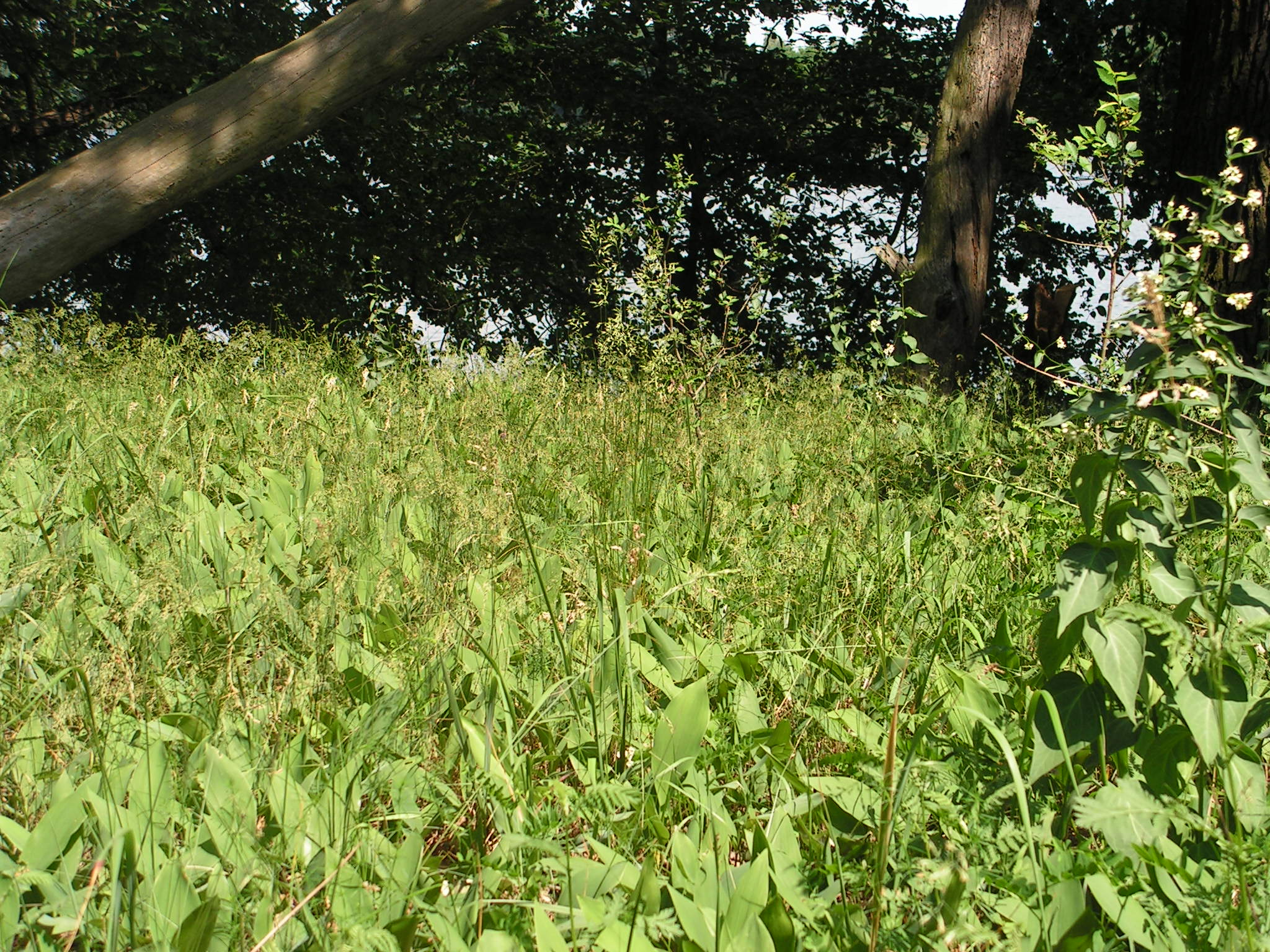
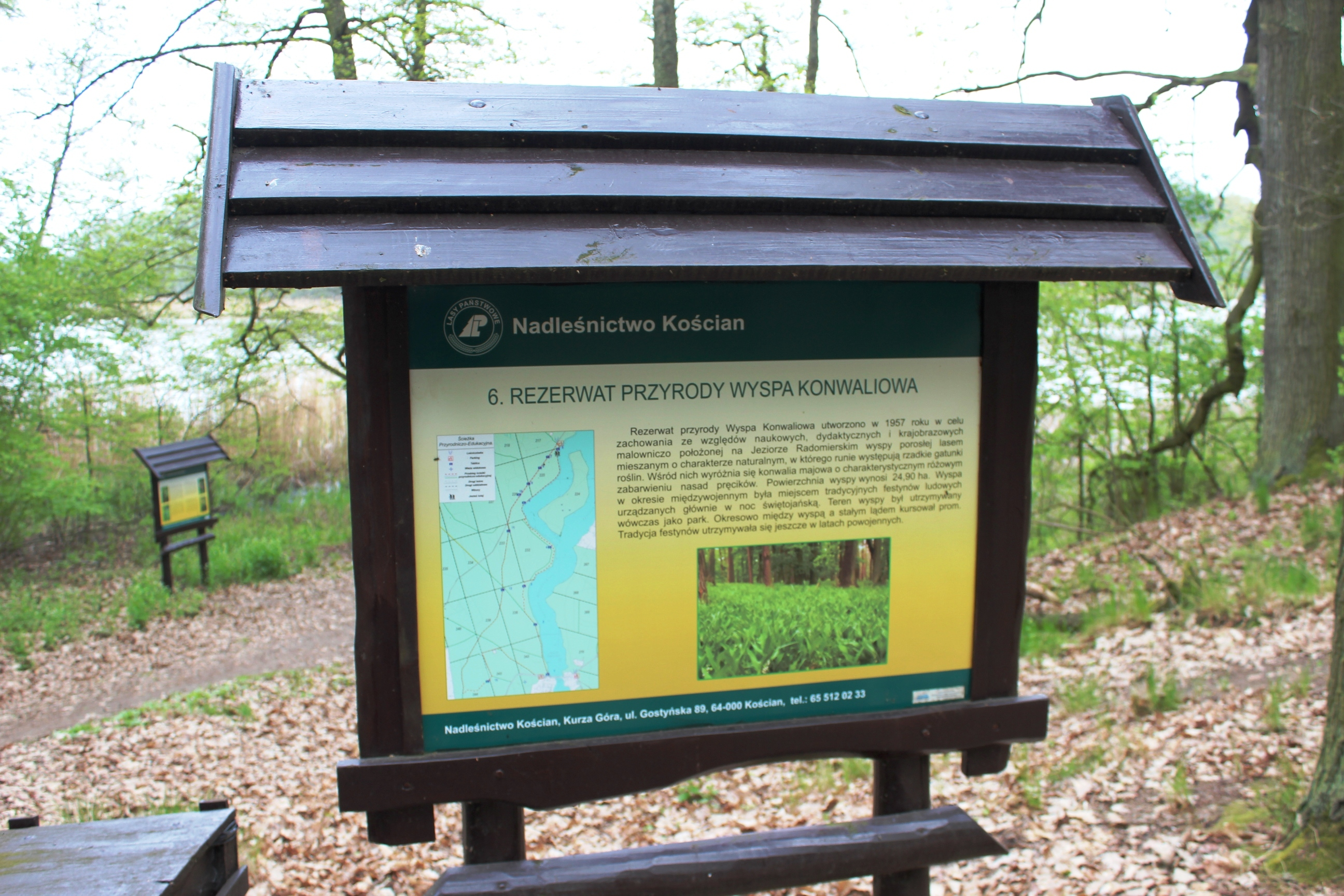
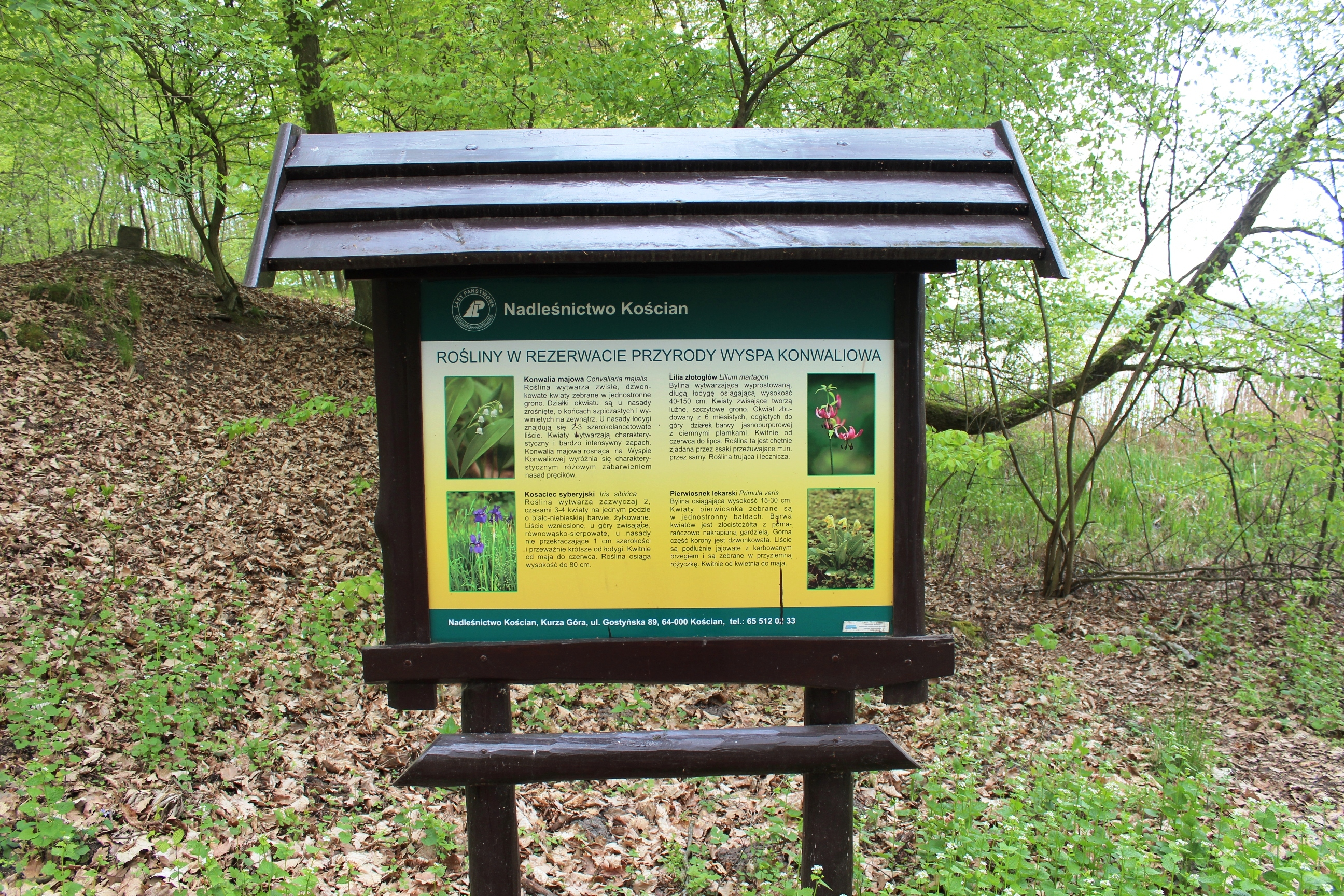
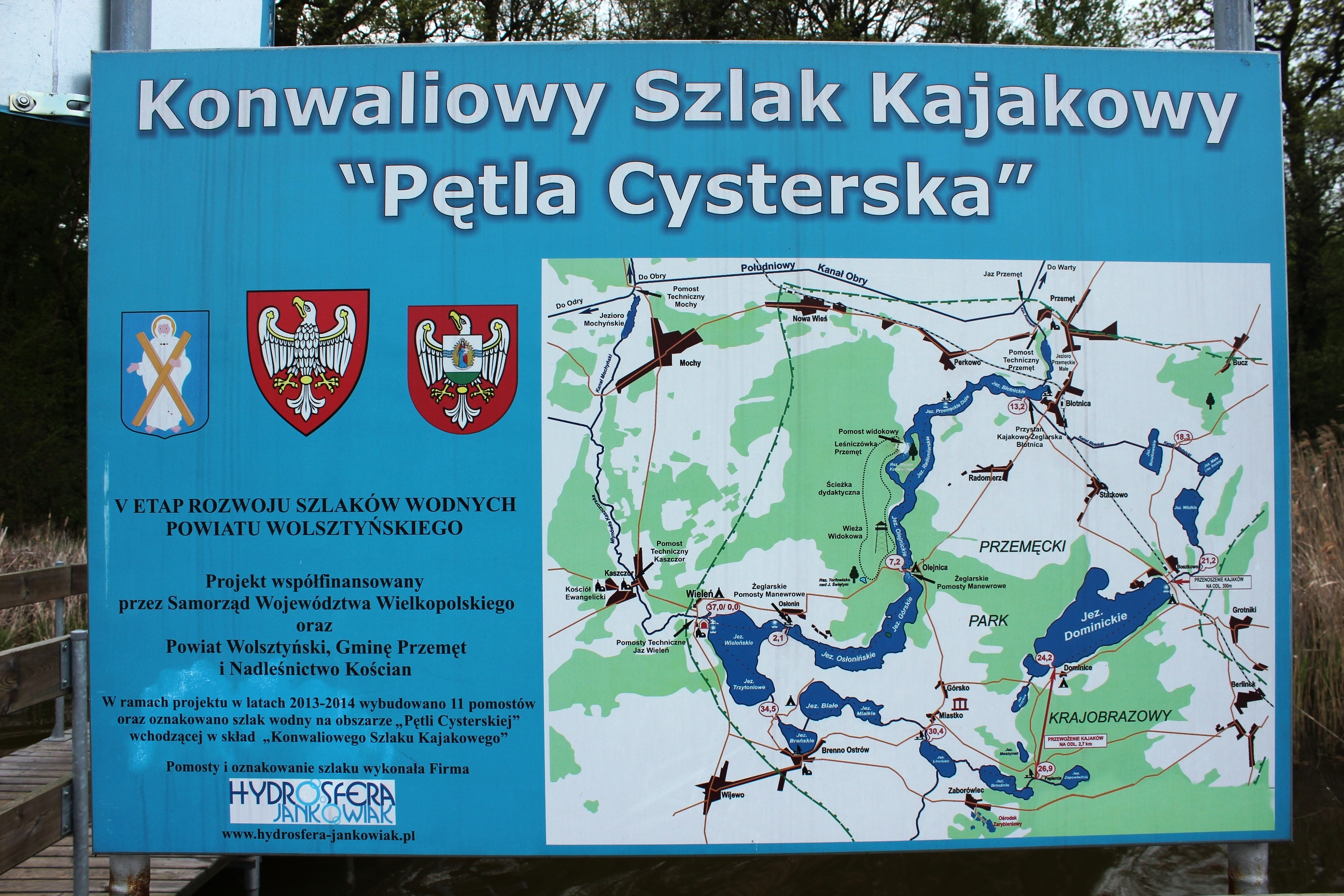
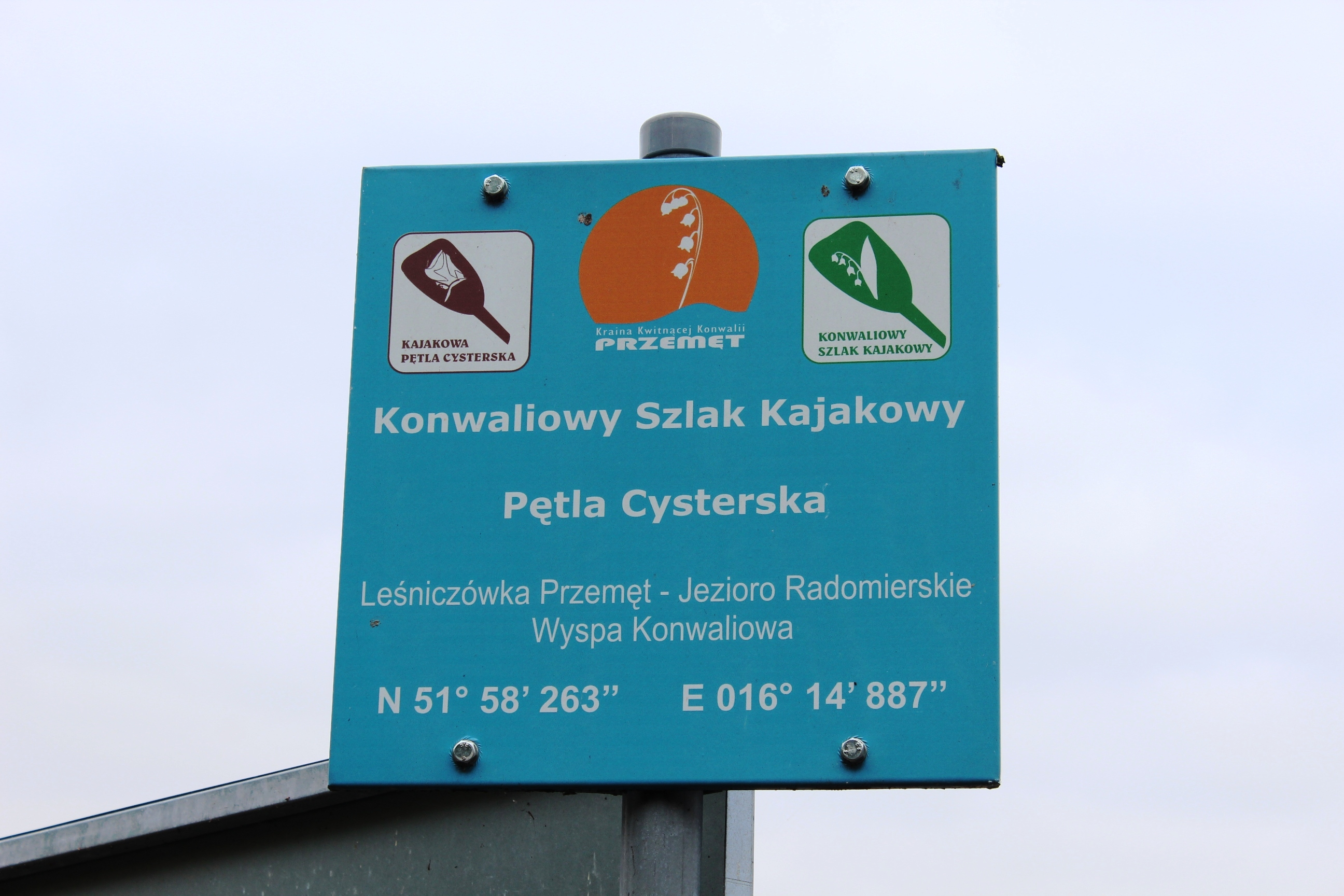